# نطريق مغاربي
نطريق مغاربي (الاسم العلمي: Natrix maura) أو  ثعبان الماء الأفعواني (بالإنجليزية: Viperine water snake) هو نوع من الزواحف يتبع جنس النطريق من فصيلة الأحناش.